# Микрюки
Микрюки — деревня в Зуевском районе Кировской области в составе Зуёвского сельского поселения.

## География
Находится на левом берегу реки Коса (левый приток Чепцы) на расстоянии примерно 5 километров на юго-восток от районного центра города Зуевка.

## История
Известна с 1873 года, когда в ней учтено дворов 2 и жителей 26, в 1905 9 и 65, в 1926 15 и 91, в 1950 13 и 62 соответственно, в 1989 отмечено 5 жителей . 

## Население
Постоянное население  составляло 4 человека (русские 100%) в 2002 году, 1 в 2010.